# PlanetQuest
 (avril 2017).
Si vous disposez d'ouvrages ou d'articles de référence ou si vous connaissez des sites web de qualité traitant du thème abordé ici, merci de compléter l'article en donnant les références utiles à sa vérifiabilité et en les liant à la section « Notes et références ».
PlanetQuest était un projet de calcul distribué, utilisant la plate-forme BOINC, qui visait à découvrir de nouvelles planètes et à classifier les étoiles, en analysant des données recueillies par des observatoires. Son développement semble être totalement arrêté depuis octobre 2007.

## Calendrier et méthode
Afin de détecter les variations de luminosité des étoiles dues à des passages de planètes, les concepteurs du projet prévoyaient de développer un logiciel, le Transit Detection Algorithm (TDA). Ce programme devait analyser automatiquement les images des instruments d'observation.
Il était prévu que TDA soit adapté pour exploiter les données du satellite Kepler.